# Farrell Treacy
Pour les articles homonymes, voir Treacy.
Farrell Treacy est un patineur de vitesse sur piste courte britannique.

## Biographie
Il naît le 29 avril 1995 à Solihull.
Ses petits frères sont Ethan Treacy et Niall Treacy. Tous trois sont entraînés à Nottingham par Richard Shoebridge.
En 2014, il se fait une octuple fracture du bras, ce qui le mène à subir deux opérations et à s'arrêter quatre mois.
En mars 2019, il se brise une jambe aux championnats du monde à Sofia, et doit faire une pause de deux mois. Plus tard dans l'année, il obtient le bronze en coupe du monde au relais mixte.
Il participe aux épreuves de patinage de vitesse sur piste courte aux Jeux olympiques de 2022 sur le 1000 mètres. En séries, il arrive troisième de sa course derrière Ren Ziwei et Quentin Fercoq et ne se qualifie pas pour les quarts de finale.